# マヨットの島の一覧
マヨットの島の一覧（マヨットのしまのいちらん）はマヨットの島について記す。
島はマオレ・コモロ語でChissioua（シシウア）という。

## 概要
マヨットは5つの主要な島がある。
- マヨット島（英語版）（グラン・テール）は、面積363km2、南北39km、東西22kmである。中心地はマムズでマヨットの県庁所在地である。
- パマンジ島（プティ・テール）は、面積11km2である。中心地はザウジで、法律上はザウジがマヨットの首都である。
- Chissioua Mtsamboro（シシウア・マンボロ）は、面積2km2である。
- Chissioua Mbouzi（シシウア・ムブジ）は、面積0.84km2(84ha)である。
- Îlot Bandrélé（シシウア・バンドレレ）は、マヨットの島の中で面積が5番目の大きさである。

## 一覧
有人島
- グラン・テール
- プティ・テール
- シシウア・マンボロ

大きな島
- シシウア・ムブジ
- シシウア・バンドレレ
- シシウア・バンボ (Chissioua Bambo)
- イロ・ド・サーブル・ブラン (Îlot de Sable Blanc)

その他の島
- 北側
  - îlot  Handréma ;
  - îlots Choazil :
    - Malandzamia-ya-jou ;
    - Malandzamia-ya-tsini ;

  - îlot des sternes (banc de sable blanc visible surtout à marée basse) ;
  - îlot Mtsongoma ;
  - îlot Mtiti ;
  - îlot blanc de Longoni ;

マヨットの地形図

  - îlots entre Petite-Terre et Grande-Terre (îlots Effatsy) :
    - îlot Kakazo ;
    - îlot Mognameri (ou Monye Amiri) ;
    - îlot Vatou|île Vatou|îlot Vatou ;
    - îlot Ziné ;
    - îlot Aombe (ou Gombé Ndroumé) ;
- 東側
  - îles Hajangoua :
    - Kolo Issa ;
    - Pengoua ;
    - Pouhou ;
- 南側
  - îlot M'bouini ;
- 西側
  - îlot Karoni ;
  - îlot Sada.